# Giovan Battista Bertani

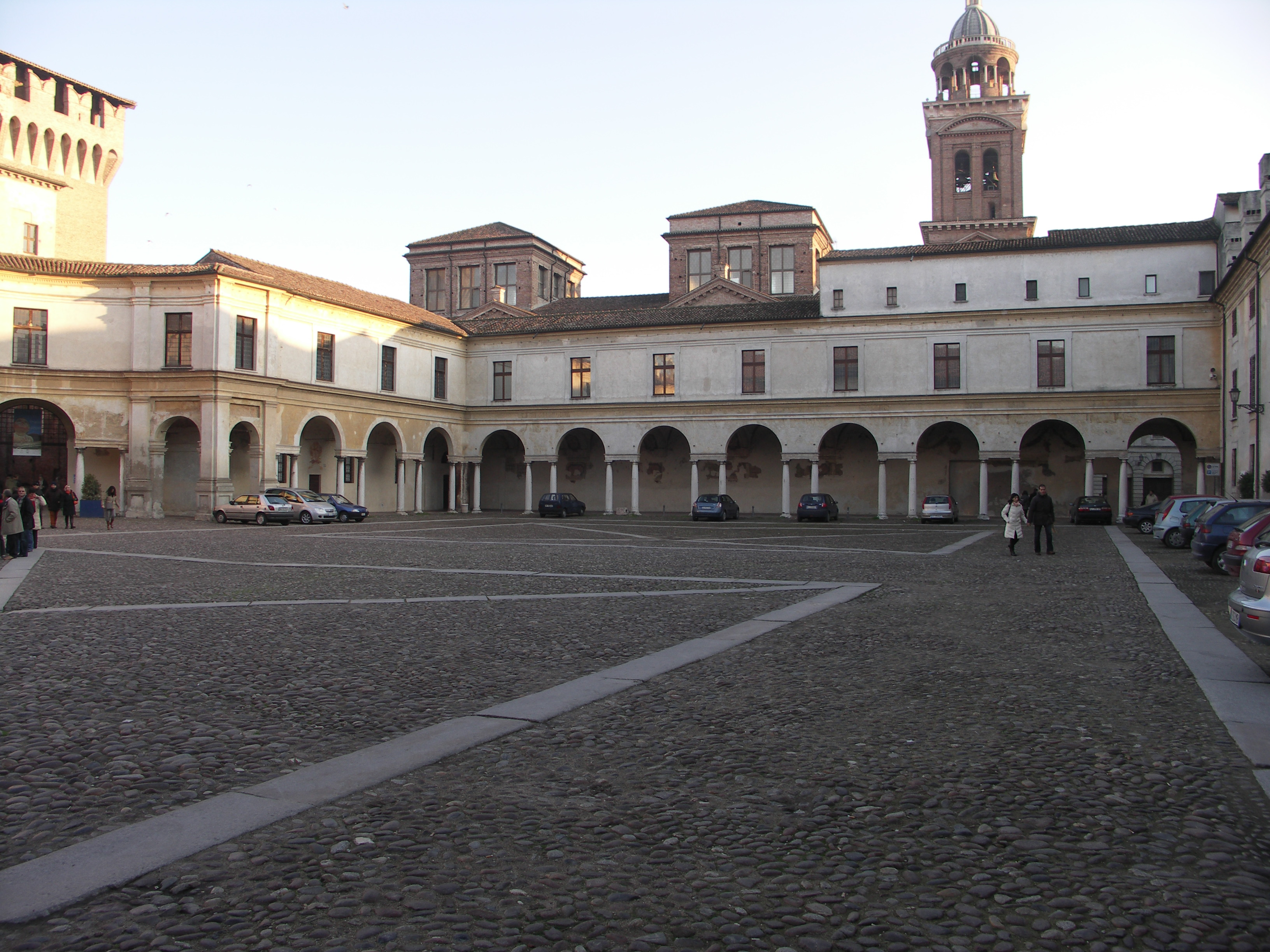
Mantova, Palazzo Ducale: il Prato di Castello e il campanile di Santa Barbara (Giovanni Battista Bertani)

Giovanni Battista Bertani (Mantova, 1516 – Mantova, 2 aprile 1576) è stato un architetto italiano.

## Biografia

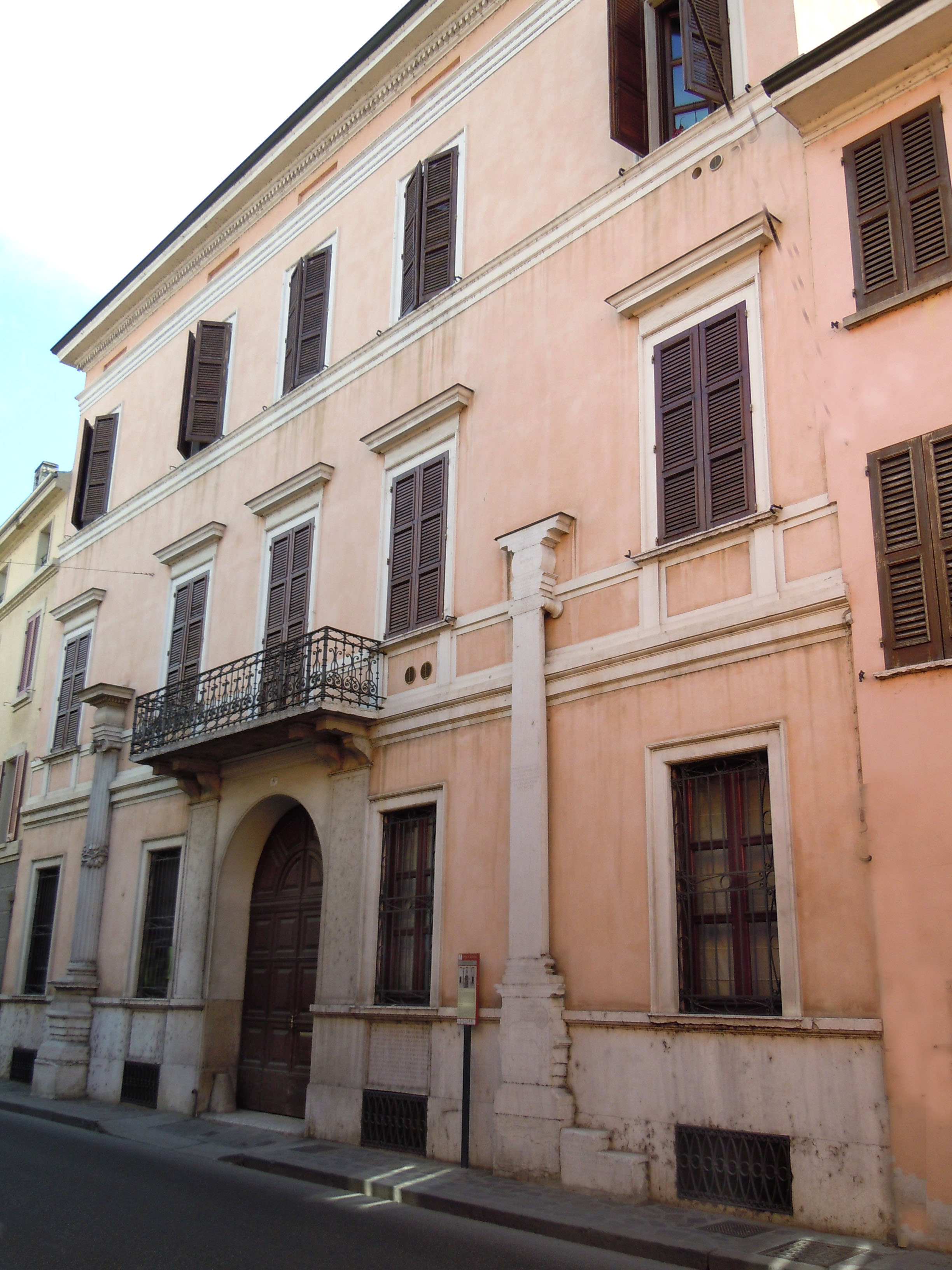
Mantova, casa Bertani

Allievo a Mantova di Giulio Romano, Bertani ne continuò l'operato, quando nel 1549, già direttore della fabbrica del Duomo, a tre anni dalla morte del maestro, fu nominato Prefetto delle fabbriche ducali, incarico che mantenne fino alla sua morte avvenuta nel 1576.
Gli fu subito affidato l'incarico di costruire il primo teatro di corte (1549), distrutto da un incendio nel 1588. Per questa sua opera, prevedendo una scena prospettica, si ispirò alle regole di Sebastiano Serlio, uno dei principali teorici dell'architettura del Rinascimento e grande studioso di Vitruvio come lo stesso Bertani che, infatti, nel 1558 pubblicò a Mantova il trattato Degli oscuri e difficili passi dell'opera ionica di Vitruvio di latino in volgare ed alla chiara intelligentia tradotti et con le sue figure a luochi suoi che dedicò al cardinale Ercole Gonzaga. Due lapidi con commenti su testi di Vitruvio sotto le finestre e due colonne ioniche in marmo ai lati del portone d'ingresso, una delle quali in sezione, si possono ammirare sulla facciata della Casa del Bertani in Via Trieste 8.
Con il governo ducale di Guglielmo Gonzaga, Bertani fu incaricato di ristrutturare gli appartamenti del duca in Palazzo Ducale e incaricato da Guglielmo Gonzaga della progettazione ed edificazione (1563-1570) della Basilica palatina di Santa Barbara. Fu anche l'autore del campanile (1566) sormontato da una cupola sostenuta da colonne di marmo in stile dorico. Ideò e costruì il cortile della Cavallerizza, estendendo a tutti i lati del cortile il motivo architettonico che Giulio Romano aveva utilizzato per la facciata del palazzo detto della "Rustica".
Nel 1567 l'Inquisizione lo fece arrestare per eresia. Fu accusato con altri personaggi della corte ducale di aver aderito al protestantesimo e costretto ad abiura pubblica il 16 maggio 1568 nella chiesa di San Domenico. Comunque il duca Guglielmo, terminato il processo, lo reintegrò immediatamente nell'incarico di prefetto delle fabbriche ducali.